# Impatto criminale
Impatto criminale (Con Express) è un film direct-to-video statunitense del 2002 diretto da Terry Cunningham.

## Trama
L'agente Alex Brooks racconta la sua parte di un lavoro finito male in un briefing per il capo della dogana in Alaska. Riceve una soffiata che sta arrivando un carico di armi biologiche e scopre che dietro c'è un terrorista russo, Anton Simeonov. Brooks riunisce una squadra e scendono al molo per controllare se è vero. Segue una sparatoria, un agente dell'FBI sotto copertura emerge e un'agente russa, Natalya arriva per rivendicare i diritti su Simeonov. Simeonov viene catturato e estradato a Washington, ma durante il tragitto evade e scappa con i suoi uomini dirotta il treno che trasporta il gas nervino russo rubato.